# Syncarpha flava
Syncarpha flava là một loài thực vật có hoa trong họ Cúc. Loài này được (Compton) B.Nord. miêu tả khoa học đầu tiên năm 1989.